# جنرال اتمیکس اونجر
جنرال اتمیکس اونجر (به انگلیسی: General Atomics Avenger) یک پهپاد ساختِ کارخانهٔ جنرال اتمیکس در کشور ایالات متحده آمریکا است. نخستین استفاده‌کنندهٔ این پهپاد ایالات متحده آمریکا بوده‌است. این پهپاد برای نخستین بار در ۴ آوریل ۲۰۰۹ میلادی مورد استفاده قرار گرفت.